# Kyra Dutt

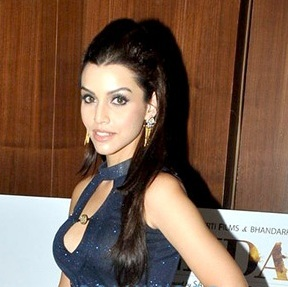
Kyra Dutt

Debi Dutta (bengalisch দেবী দত্ত Debī Datta; * in Kolkata), Künstlername Kyra Dutt, ist eine indische Schauspielerin und Model.

## Leben und Karriere
Dutta wuchs in Kolkata auf. Sie besuchte die La Martiniere Calcutta. Außerdem trat sie in Werbespote von Kingfisher und Mercedes auf.
Ihr Debüt gab sie 2009 in dem Film Rocket Singh: Salesman of the Year. Anschließend bekam sie 2015 in Calendar Girls eine Hauptrolle. Dutta brachte 2016 ihre Single Party Animals raus.
Unter anderem war sie 2017 in dem Film Paisa Vasool zu sehen. 2018 spielte sie in der Serie XXX: Uncensored mit. Im selben Jahr setzte sie ihre Karriere in Ego fort.

## Filmografie
Filme
- 2009: Rocket Singh: Salesman of the Year
- 2010: Baana Kaathadi
- 2011: Udhayan
- 2011: Mankatha
- 2011: Mere Brother Ki Dulhan
- 2012: Thadaiyara Thaakka
- 2012: Eppadi Manasukkul Vanthai
- 2014: Race Gurram
- 2015: Calendar Girls
- 2016: Zulfiqar
- 2017: Lonely Girl
- 2017: Paisa Vasool
- 2018: XXX: Uncensored
- 2018: Ego

## Diskografie

### Singles
- 2016: Party Animals